# Kühlungsborn
Kühlungsborn est une ville allemande située dans le Land de Mecklembourg-Poméranie-Occidentale et l'arrondissement de Rostock.

## Géographie
La ville de Kühlungsborn est située au bord de la mer Baltique, à environ 25 km de Rostock.

## Histoire
La commune actuelle est issue de la fusion des trois communes de Fulgen, Brunshaupten et Arendsee qui eut lieu le 1er avril 1938.

## Jumelage
- Büsum (Allemagne)
- Grömitz (Allemagne)
- Zelenogradsk (Russie)

## Personnalités liées à la ville
- Peter Döbler (1940-), médecin Allemand ayant fui l'Allemagne de l'Est en 1971
- Dirk Reichl (1981-2005), coureur cycliste né à Kühlungsborn